# Vrstični elektronski mikroskop
Vrstični elektronski mikroskop je mikroskop, ki za opazovanje površine uporablja elektronski curek. Curek tipa raziskovano površino po vzporednih črtah. Pogosto uporabljamo tudi kratico SEM, ki izhaja iz njegovega angleškega poimenovanja: scanning electron microscope.

## Zgradba
Vrstični elektronski mikroskop je sestavljen iz elektronske puške, v kateri nastane snop pospešenih elektronov; elektronskih leč, ki služijo za fokusiranje in odklanjanje elektronskega curka; detektorjev, ki sprejemajo elektrone in elektromagnetna valovanja, ki nastanejo pri interakciji elektronskega snopa z vzorcem ter krmilja za optimiranje pogojev dela in prikaz elektronske slike. Poleg tega je potrebna tudi vakuumska enota, ki zagotavlja v komori nizke tlake, in sicer od 0,0001 Pa do 0,00001 Pa.

## Delovanje
Pri delovanju vrstičnega elektronskega mikroskopa se po raziskovani površini pomika elektronski curek. Najmanjši premer tega curka je okoli 1 nm. Ko elektronski snop trči na površino vzorca, pri tem nastanejo odbiti, sekundarni in Augerjevi elektroni ter elektromagnetni valovi v ultravijoličnem in rentgenskem delu spektra. Pri tem so odbiti elektroni tisti, ki pri vstopu v vzorec doživijo več trkov, pri čemer se jim smer gibanja spremeni za približno 180°, tako da lahko zapustijo vzorec. Sekundarni elektroni so tisti, ki so bili v vzorcu, pa so jih primarni elektroni pri neelastičnih trkih izbili iz vzorca. V vsaki točki, na katero je usmerjen elekronski snop, nastajajo različne vrste elektronov in elektromagnetna valovanja. Intenziteta teh t. i. produktov interakcije med elektronskim snopom in vzorcem je v veliki meri odvisna od kemične sestave vzorca na tem mestu in pa tudi od stanja površine. Število odbitih elektronov je sorazmerno vrstnemu številu elementa. Področje, kjer je vrstno število večje, bo svetlejše kot področje z manjšim vrstnim številom.

## Priprava vzorcev
Kovinske vzorce, ki niso vloženi v maso, pripravljamo na enak način kot vzorce za svetlobno mikroskopijo. Prelomne ploskve kovinskih materialov lahko opazujemo kar brez kakršne koli priprave. Kovinske vzorce, ki so vloženi, in vzorce neprevodnih snovi kot so na primer keramika, beton, polimeri, moramo prevleči s tanko plastjo prevodne snovi, katere debelina doseže nekaj desetink nanometra. Običajno jih naparevamo z ogljikom ali pa napršujemo z zlatom, srebrom ali kako drugo dobro prevodno kovino.

## Nastanek elektronske slike
Elektronski snop se po površini vzorca pomika po 1000 med seboj enako razmaknjenih vrsticah. V vsaki od teh vrstic se ustavi na 1000 med seboj enako oddaljenih točkah. Tako torej zaporedoma potipa 1000 × 1000 točk. Ko se elektronski snop pomika po površini vzorca, se istočasno pomika elektronski snop tudi po monitorju. Pri interakciji snopa z vzorcem nastane določeno število odbitih elektronov. Ustrezen detektor te elektrone zajame, pri tem pa nastane v detektorju električni signal. Ko ta signal ojačamo, lahko z njim krmilimo jakost elektronskega curka na monitorju. Čim večji je tok odbitih elektronov, tem svetlejša je točka na monitorju. Celotna elektronska slika ne nastane naenkrat, temveč z zaporednim premikanjem elektronskega curka po raziskovani površini.

## Ločljivost in globinska ostrina
Če hočemo v vrstičnem elektronskem mikroskopu razločiti dva delca, mora biti pri tem premer elektronskega curka manjši od razdalje med njima. Najmanjša razdalja med delcema, ki ju še lahko razločimo, je enaka najmanjšemu premeru elektronskega curka, ki pa je okoli 1 nm. S človeškim očesom ju lahko razločimo, če sliko povečamo za približno 200 000-krat (0,2 mm/1 nm). To pomeni, da je ločljivost in s tem največja povečava vrstičnega elektronskega mikroskopa 100-krat večja kot v svetlobnem mikroskopu.
Vrstični elektronski mikroskop ima tudi izjemno globinsko ostrino, in sicer do 0,5 mm, kar je 1000-krat boljše kot v svetlobnem mikroskopu. Zaradi tega lahko opazujemo hrapave površine (na primer prelomnine ali pa globoko jedkane vzorce). Elektronski mikroskop pa lahko tudi opremimo z dodatnimi detektorji za ultravijolične in rentgenske žarke, kar omogoča mikrokemično analizo, ter z detektorji za ugotavljanje orientacije kristalnih zrn.